# Saint-Cyr-la-Rosière
Saint-Cyr-la-Rosière település Franciaországban, Orne megyében. Lakosainak száma 234 fő (2022. január 1.). Saint-Cyr-la-Rosière La Chapelle-Souëf, Dame-Marie, Perche en Nocé és Val-au-Perche községekkel határos.

## Népesség
A település népessége az elmúlt években az alábbi módon változott:
| Lakosok száma | 251  | 240  | 232  | 232  | 233  | 234  | 233  | 234  |
|               | 2013 | 2015 | 2017 | 2018 | 2019 | 2020 | 2021 | 2022 |